# 公開信

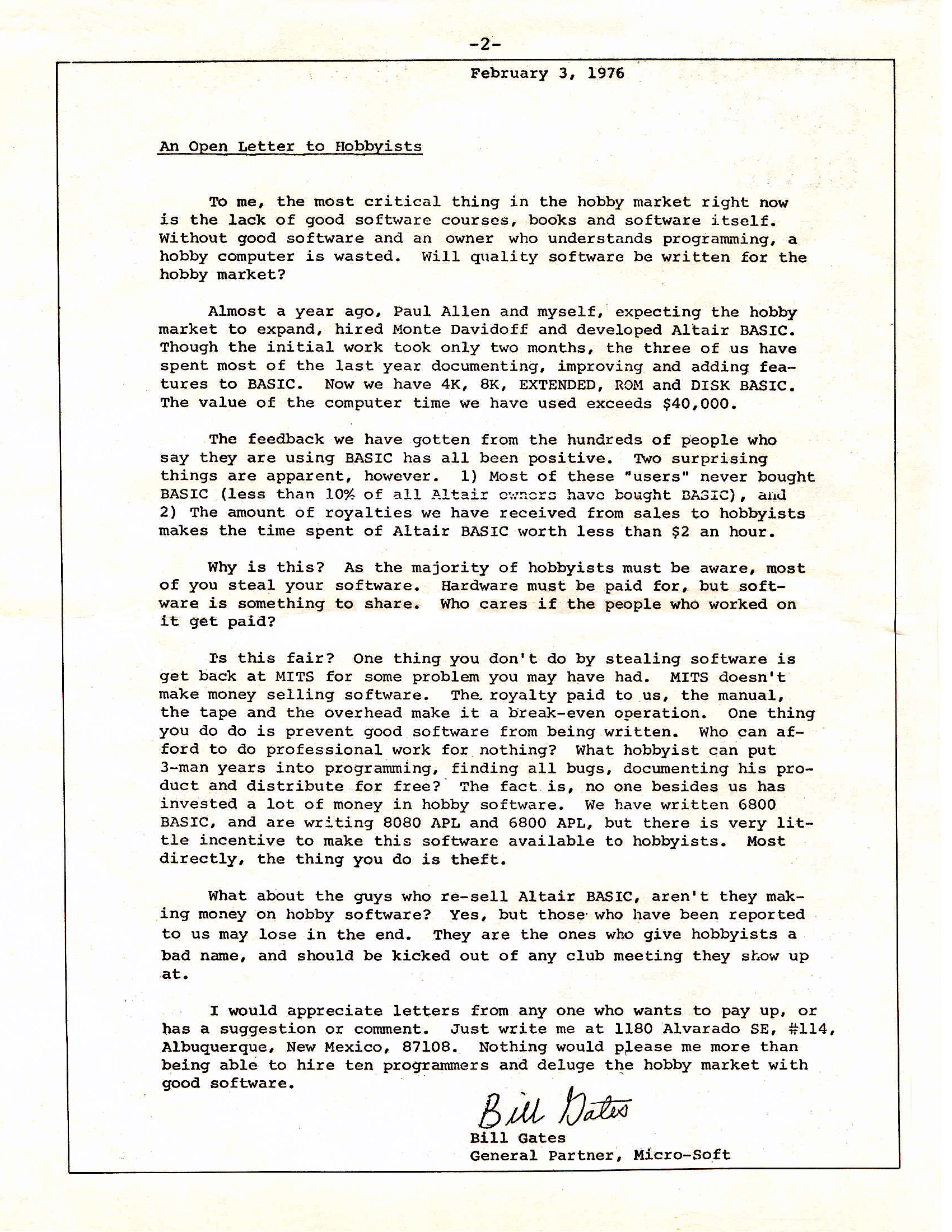
比爾·蓋茨在1976年的一份公開信

公開信（英語：open letter）是指有意希望眾多讀者閱讀的書信，或指雖然面向特定個人但有意公開的書信。一般公開信雖然使用書信格式，但多通過媒體公開發表。《聖經》中的宗徒（使徒）書信部分多是公開信。德意志宗教改革領袖馬丁路德曾發表過眾多公開信。法律文件雖然是由政府郵寄給特定個人，但同樣是公開信，以便於所有人知道。公開信也可以直接發給群體，而非特定個人。

## 另見
- 反調